# Бланка Ланкастерська
Бла́нка Ланка́стерська (англ. Blanche of Lancaster; 25 березня 1342 — 12 вересня 1368) — англійська шляхтянка, герцогиня Ланкастерська, графиня Дербійська (1362—1368). Представниця дому Плантагенетів. Народилася в Болінгброці, Англія. Донька ланкастерського герцога Генрі Гросмонтського й Ізабели Бомонтської. Дружина англійського принца Джона Гентського (з 1359), що був її троюрідним братом. Мати Генріха IV, першого короля з дому Ланкастерів на англійському троні, та португальської королеви Філіппи. Після смерті батька (1361) й старшої сестри Мод (1362) успадкувала Ланкастерське герцогство. Померла в Татбері, Англія. Похована у Лондонському соборі святого Павла.